# Renegade (album, HammerFall)
Renegade je třetí studiové album heavy metalové skupiny HammerFall. Album vyšlo 9. října 2000 prostřednictvím Nuclear Blast.
Nahrávání probíhalo ve Wire World Studios v Nashville, USA s producentem Michaelem Wagenerem. Na skladbách se podílel i bývalý člen Jesper Strömblad. Jde o první album s bubeníkem Andersem Johanssonem a také první album, na kterém se objevila instrumenální skladba "Raise the Hammer".
Obal nakreslil Andreas Marshall.
Album bylo komerčně velmi úspěšné. Ve Švédsku se umísitlo na první místě v prodejním žebříčku a získalo i zlatou desku.
Před vydáním alba, 21. srpna 2000, vyšel singl Renegade a 9. dubna 2001 Always Will Be. K oboum byl natočen videoklip.
12. listopadu 2021 vyšla výroční edice alba s názvem Renegade 2.0 s novým obalem a remixovanými skladbami.

## Seznam skladeb
1. "Templars of Steel" (Dronjak/Cans) – 5:26
2. "Keep the Flame Burning" (Dronjak/Cans/Strömblad) – 4:41
3. "Renegade" (Dronjak/Cans/Strömblad) – 4:23
4. "Living in Victory" (Dronjak/Cans/Strömblad) – 4:44
5. "Always Will Be" (Dronjak) – 4:51
6. "The Way of the Warrior" (Dronjak/Cans/Strömblad) – 4:08
7. "Destined for Glory" (Dronjak/Cans) – 5:11
8. "The Champion" (Dronjak/Cans/Strömblad) – 4:58
9. "Raise the Hammer" (Dronjak/Elmgren) – 3:24
10. "A Legend Reborn" (Dronjak/Cans) – 5:10

## Sestava
- Joacim Cans – zpěv
- Oscar Dronjak – kytara
- Stefan Elmgren – kytara
- Magnus Rosén – baskytara
- Anders Johansson – bicí